# 香港1968年元旦授勳名單
香港1968年元旦授勳名單1968年1月1日於《倫敦憲報》刊登，共有58人授勳及嘉獎。

## 授勳名單

### 聖米迦勒及聖喬治勳章

#### 聖米迦勒及聖喬治同胞勳章（CMG勳銜）
- 伊達善先生，CMG，MVO，QPM（Edward Caston EATES, Esq.）

### 英帝國勳章

#### 英帝國司令勳章（CBE勳銜）
- 高登議員，OBE，JP（Sidney Samuel GORDON, Esq.）
- 簡乃傑議員（William David GREGG, Esq.）

#### 英帝國官佐勳章（OBE勳銜）
- 鍾士元議員，JP
- 郝禮士先生，MC，JP（Michael Alexander Robert YOUNG-HERRIES, Esq.）
- 彭定祥醫生
- 薛畿輔先生MBE，QPM，CPM（Charles Payne SUTCLIFFE, Esq.）
- 徐家祥議員，MBE
- 華德先生（Nigel John Vale WATT, Esq.）

#### 英帝國員佐勳章（MBE勳銜）
- 巴德少校，ED（Major Solomon Matthew BARD）
- 張紹桂先生
- 方潤華先生
- 吳光輝先生
- 希路先生（Norman Henry George HILL, Esq.）
- 鄺命光先生
- 林植豪先生，JP
- 吳廣源先生
- 貝里拉先生（Eric Romulus PEREIRA, Esq.）
- 岑才生先生，JP
- 施提德先生，RD（Kenneth STATHER, Esq.）
- 徐添福先生
- 禤偉靈女士
- 許慧嫻女士
- 吳占寅先生
- 嚴勵先生

### 帝國服務勳章（ISO勳銜）
- 黎紀良先生
- 林保漢先生
- 米寧登先生（Lesley Charles MILLINGTON）

### 英帝國獎章（BEM）
- 黃炎材先生

### 女皇警察獎章（QPM）
- 祈德尊先生，CBE，MC，TD，JP（John Douglas CLAGUE）
- 歌羅夫先生，CPM（Peter James CLOUGH）
- 李斯先生，CPM（John Bedwell LEES）
- 敖禮利先生，CPM（Eugene Kevin Ignatius O'REILLY）
- 施禮榮先生，CPM（Brian Francis Patrick SLEVIN）

### 殖民地警察獎章（CPM）
- 白立本先生（Eric BLACKBURN）
- 嘉登先生（Kenneth William CATTON）
- 查敏士先生（Thomas McDonald Stewart CHALMERS）
- 周炳明先生，CPLSM
- CHOW Kim-hung
- Leonardo Victor DA ROZA
- 葛柏先生（Peter Fitzroy GODBER）[3]
- Frans Jan Matthias GOLDBERG
- HO Shiu-ming
- William Furlonger HUNT
- KWOK Kwing-lun
- 李中天先生，CPLSM
- LI Mut-wah
- 林繼武先生
- 林行之先生
- Alistair Bain McNUTT
- 莫開甸先生（Ahmed Pharis MOHIDEEN）
- MOK Po
- Edward Roy MOSS
- Robert Howard MOSS
- 關賢先生（Richard Edgar QUINE）
- Raymond Francis SMITH
- WONG Che-choy
- YUEN Wai-yin